# Jan Kochanowski (Politiker, 1949)
Jan Kochanowski (* 21. Juni 1949 in Świebodzin) ist ein polnischer Politiker (SdRP, SLD), Kommunalpolitiker und von 1997 bis 2011 Abgeordneter des Sejm in der III., IV., V. und VI. Wahlperiode.
1988 machte er einen Abschluss an der Fakultät für Gesellschafts- und Politikwissenschaften der Hochschule für Gesellschaftswissenschaften beim Zentralkomitee der Polska Zjednoczona Partia Robotnicza (Polnische Vereinigte Arbeiterpartei – PZPR). Er arbeitete in den Freiwilligen Arbeitsgruppen in Gorzów Wielkopolski. Von 1968 bis 1990 war er Mitglied der PZPR, in den Jahren 1988 bis 1990 leitete er die Kanzlei des Woiwodschaftskomitees der Partei in Gorzów Wielkopolski. Von 1990 bis 1999 gehörte er der Socjaldemokracja Rzeczypospolitej Polskiej (SdRP) an, danach trat in den Sojusz Lewicy Demokratycznej (SLD) ein.
In den Jahren 1992 bis 1993 war er Direktor der Gesellschaft „Hortex“. Von 1993 bis 1997 war er Vorsitzender des Sejmiks der Woiwodschaft Gorzów. In den Jahren 1997, 2001 und 2005 errang er über die Liste der SLD ein Abgeordnetenmandat im Sejm. In den Parlamentswahlen 2007 wurde er für den Wahlkreis Zielona Góra mit 17.824 Stimmen über die Liste der Lewica i Demokraci (LiD) erneut in den Sejm gewählt. Er ist Mitglied der Sejm Kommissionen für Kommunale Selbstverwaltung sowie für den Staatsschatz. Am 22. April 2008 wurde er Mitglied der neu gegründeten Fraktion Lewica. Bei der Parlamentswahl 2011 war er Wahlkreisspitzenkandidat auf der SLD-Liste, unterlag aber dem Drittplatzierten Bogusław Wontor um sechs Stimmen und verlor damit sein Mandat.
Von 1999 bis 2001 war er Vorsitzender des Polnischen Handballbundes.